# T.L. Osborn
Pour les articles homonymes, voir Osborn.

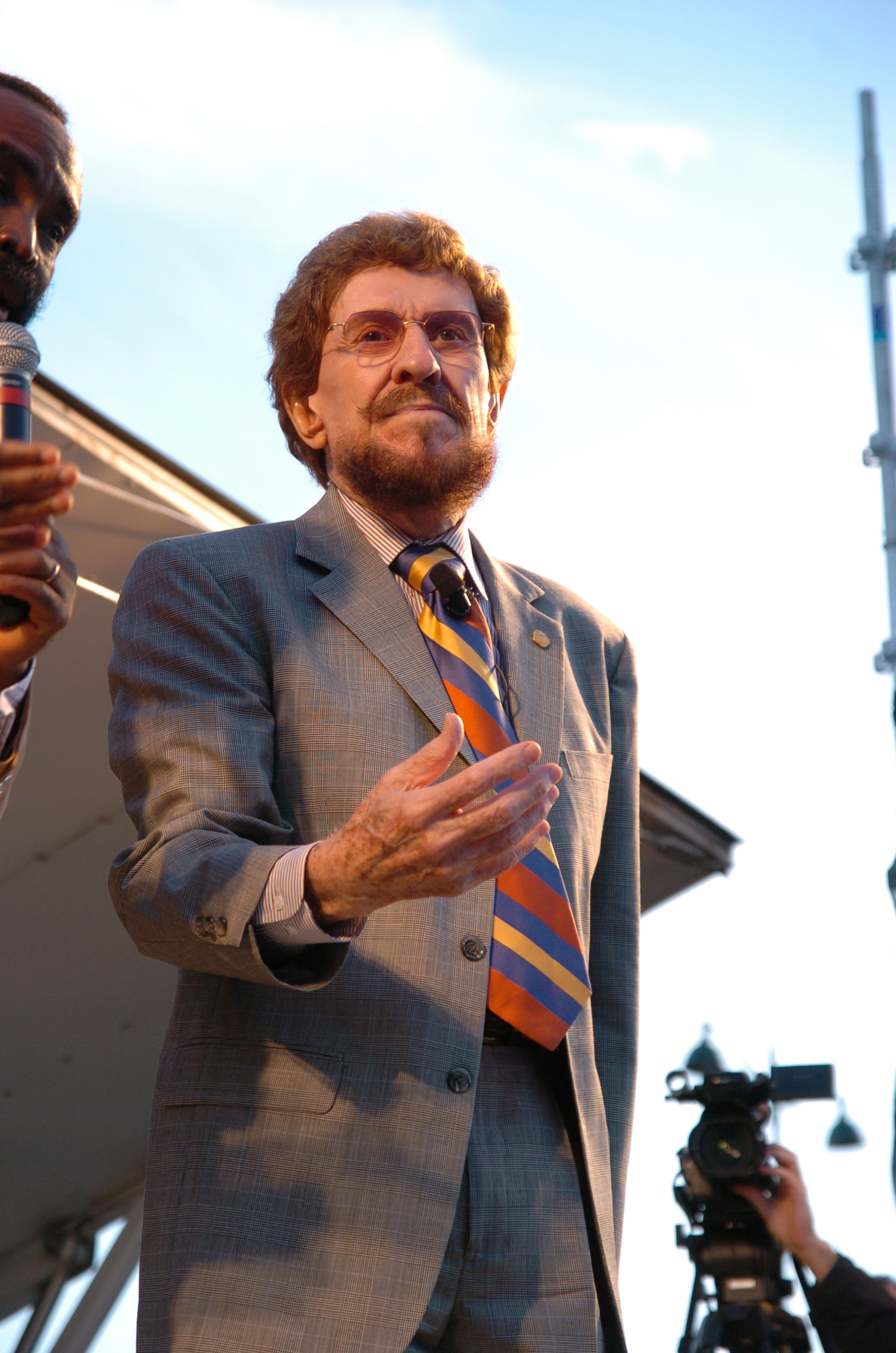
T.L. Osborn le 27 août 2006 sur l'esplanade du château de Vincennes, lors d'une tournée d'évangélisation en région parisienne.

T. L. Osborn, né Tommy Lee Osborn, né le 23 décembre 1923 près du village de Pocassett en Oklahoma et mort le 14 février 2013 est un pasteur et télévangéliste chrétien évangélique américain. Osborn est le fondateur de l'Association for Native Evangelism (1953) et l'animateur de l'émission de télévision religieuse Good News Today.
Son action prosélyte en Afrique et particulièrement au Nigéria, ou en Amérique du Sud, déployant « des moyens audio-visuels dignes des plus grands groupes de variété », attire des foules importantes. Lors de  « croisades miraculeuses de masse » imposantes, comme en 1953 au Guatemala, il prétend des guérisons miraculeuses spectaculaires et opère des baptêmes et des mariages de masse.  